# Sneaky Snakes
Sneaky Snakes är ett enmannaplattformsspel till Game Boy, utvecklat av Rare och publicerat av Tradewest. Spelet kom den 15 februari 1991, och är uppföljaren till NES Snake Rattle 'n' Roll. Originaluppföljaren var tänkt att kallas Snakes in Space, men utvecklades aldrig.

## Handling
I detta spel är de två ormarna Attilla och Genghis ute för att rädda Sonja Orm, som blivit kidnappad av Nasty Nibbler. Precis som i Snake Rattle 'n' Roll skall man äta Nibbleys och växa, och gå vidare till nästa nivå. Till skillnad från föregångaren är dock detta spel inte isometriskt.